# سیارک ۱۲۱۴۰
سیارک ۱۲۱۴۰ (به انگلیسی: 12140 Johnbolton، نامگذاری:4087P-L) دوازده هزار و صد و چهلمین سیارک کشف شده‌است که در ۲۴ سپتامبر ۱۹۶۰ کشف شد.